# Leptura ambulatrix
Leptura ambulatrix är en skalbaggsart som beskrevs av J. Linsley Gressitt 1951. Leptura ambulatrix ingår i släktet Leptura och familjen långhorningar. Inga underarter finns listade i Catalogue of Life.